# 六角政頼
六角 政頼（ろっかくまさより）は、室町時代後期の人物。系譜の諸説のなかで、六角久頼と六角高頼の間にいたと推測される人物。ただし、成人後の名前は確定されておらず、政勝、高貞ともされ、はっきりしない。近江国守護。事蹟は六角高頼の前半生が想定されている。
室町時代後期から戦国時代初期の六角氏の系図は、六角氏が内紛を起こしていたため、はっきりしない部分が多い。このうち、応仁の乱の際に活動した「六角亀寿」（六角亀寿丸）と記録のある人物がどのような人物か推測した見解の一つが、六角政頼である。
六角久頼の没後、久頼の次兄・時綱の子である六角政堯と、久頼の子とみられる「六角亀寿」の間で守護職を巡り対立があった。政堯の後見で亀寿が守護となるが、政堯が亀寿を追い守護職を得る。のち幕府によって六角政堯が失脚させられ、亀寿が守護に返り咲くが、まもなく応仁の乱が勃発し、亀寿は西軍に所属した。戦乱により領内も混乱し、六角氏も、北近江の京極氏の力を背景に政堯、政信（久頼の長兄持綱の子）が東軍につくなど分裂状態となった。亀寿は文明3年（1471年）に政堯を自刃させ六角家家督を確保している。『応仁記』においては「六角四郎高頼」という名前がみえ、『滋賀県史』などは亀寿が元服して行高と名乗り、のち高頼と改めたとする。
しかし、高頼の生年には諸説あり、通説の久頼の没年と離れすぎて世代が合わないものや、このうちで久頼の没後の生まれとなるものがあった。この久頼没後の生年説を採ったときの矛盾を解決するため、久頼の子で高頼の父に当たる人物が想定された。これが「六角政頼」である。「政頼」は「甲賀二十一家之由来」にみえる。佐々木哲によれば、古文書に出る「政勝」が政頼だという。
また、義尚に討伐を受けた際（長享・延徳の乱）に伊賀に逃れたのは高頼とその嫡男の六角氏綱とされる。一方、佐々木哲は、氏綱は当時まだ出生していないとし、高頼と共に伊賀に逃れたのは高頼の父の政頼（政勝）とする。